# Ecurie Nationale Belge
A Ecurie Nationale Belge (ismert még: Equipe Nationale Belge vagy ENB) egy autóverseny-istálló volt. A csapat az 1950-es és 1960-as években több Formula–1-es és Le Mans-i 24 órás versenyen szerepelt.
Az alakulat az Ecurie Francorchamps és a Ecurie Belge istállók egyesüléséből jött létre.
A Le Mans-i viadalon többször is a dobogón végeztek a csapat autói.

## Eredmények

### Teljes Formula–1-es eredménylistája
(Táblázat értelmezése)

(Félkövér: pole-pozícióból indult; dőlt: leggyorsabb kört futott) 

| Év   | Csapat      | Motor               | Versenyző         | 1   | 2   | 3   | 4   | 5   | 6   | 7   | 8   | 9   | 10  |
| ---- | ----------- | ------------------- | ----------------- | --- | --- | --- | --- | --- | --- | --- | --- | --- | --- |
| 1955 |             |                     |                   | ARG | MON | 500 | BEL | NED | GBR | ITA |     |     |     |
| 1955 | Ferrari 500 | Ferrari L4          | Johnny Claes      |     |     |     |     | 11  |     |     |     |     |     |
| 1959 |             |                     |                   | MON | 500 | NED | FRA | GBR | GER | POR | ITA | USA |     |
| 1959 | Cooper T51  | Climax Straight-4   | Alain de Changy   | Nk  |     |     |     |     |     |     |     |     |     |
| 1959 | Cooper T51  | Climax Straight-4   | Lucien Bianchi    | Nk  |     |     |     |     |     |     |     |     |     |
| 1960 |             |                     |                   | ARG | MON | 500 | NED | BEL | FRA | GBR | POR | ITA | USA |
| 1960 | Cooper T45  | Climax Straight-4   | Lucien Bianchi    |     |     |     |     | 6   |     |     |     |     |     |
| 1961 |             |                     |                   | MON | NED | BEL | FRA | GBR | GER | ITA | USA |     |     |
| 1961 | Emeryson    | Maserati Straight-4 | Olivier Gendebien | Nk  |     |     |     |     |     |     |     |     |     |
| 1961 | Emeryson    | Maserati Straight-4 | Lucien Bianchi    | Nk  |     |     |     |     |     |     |     |     |     |
| 1961 | Lotus 18    | Climax Straight-4   | Lucien Bianchi    |     |     | Ki  |     |     |     |     |     |     |     |
| 1961 | Lotus 18    | Climax Straight-4   | Willy Mairesse    |     |     | Ki  |     |     |     |     |     |     |     |
| 1961 | Emeryson    | Climax Straight-4   | André Pilette     |     |     |     |     |     |     | Nk  |     |     |     |
| 1962 |             |                     |                   | NED | MON | BEL | FRA | GBR | GER | ITA | USA | RSA |     |
| 1962 | Lotus 18/21 | Climax Straight-4   | Lucien Bianchi    |     |     | 9   |     |     |     |     |     |     |     |
| 1962 | ENB         | Maserati Straight-4 | Lucien Bianchi    |     |     |     |     |     | 16  |     |     |     |     |

## Külső hivatkozások
- A csapatról a grandprix.com honlapon (angolul)

Sablon:F1 1955 autókSablon:F1 1959 autókSablon:F1 1960 autókSablon:F1 1961 autók